# Крістін Грегуар
Крістін О'Грейді Грегуар (англ. Christine O'Grady Gregoire; нар. 24 березня 1947, Адріан, Мічиган) — американська політик-демократ, губернатор штату Вашингтон з 2005 по 2013 рік.
Закінчила Вашингтонський університет (1969, бакалавр мистецтв). Доктор юриспруденції (1977).
У 1993–2005 роках — генеральний прокурор штату Вашингтон.
Одружена, має двох доньок.